# Flomaton
Flomaton é uma cidade  localizada no estado americano do Alabama, no Condado de Escambia.

## Demografia
Segundo o censo americano de 2000, a sua população era de 1588 habitantes.
Em 2006, foi estimada uma população de 1547, um decréscimo de 41 (-2.6%).

## Geografia
De acordo com o United States Census Bureau, a localidade tem uma área de 13,8 km², dos quais 13,7 km² cobertos por terra e 0,1 km² cobertos por água. Flomaton localiza-se a aproximadamente 19 m acima do nível do mar.

## Localidades na vizinhança
O diagrama seguinte representa as localidades num raio de 24 km ao redor de Flomaton.